# Álvaro Arbeloa
Álvaro Arbeloa Coca (* 17. Januar 1983 in Salamanca) ist ein spanischer Fußballtrainer und ehemaliger -spieler. Seine bevorzugten Positionen waren die rechte Außenverteidigung und die Innenverteidigung.

## Karriere als Spieler

### Real Madrid
Álvaro Arbeloa begann seine Laufbahn im Nachwuchs von Real Saragossa und wechselte im Sommer 2000 in die Jugend von Real Madrid. Mit der Zweitmannschaft des Klubs, Real Madrid Castilla, erreichte er in der Saison 2004/05 den Aufstieg in die Segunda División. Insgesamt bestritt er in dieser Etappe 84 Spiele und erzielte ein Tor. Im ersten Kader von Real Madrid debütierte er am 16. Oktober 2004 gegen Betis Sevilla und brachte es insgesamt in der Saison 2004/05 auf zwei Einsätze.
Am 24. Juli 2006 wechselte er schließlich für 1,3 Millionen Euro zu Deportivo La Coruña, wo er sich schnell einen Stammplatz als Innenverteidiger sicherte. Den Wechsel begründete Arbeloa mit dem Wunsch, mehr Erfahrung in der Primera División zu sammeln, und er keine Chance sah, bei Real Madrid oft zum Einsatz zu kommen.

### FC Liverpool
Seine starken Leistungen bei den Galiciern führten dazu, dass der FC Liverpool mit Arbeloas ehemaligem Trainer Benitez ihn im Januar 2007 für rund vier Millionen Euro verpflichtete. Mit den Reds debütierte er am 10. Februar 2007 gegen Newcastle United. Im UEFA-Champions-League-Achtelfinale 2007 gegen den FC Barcelona hatte Arbeloa zum ersten Mal einen Startplatz als Linksverteidiger inne, erfolgreich konnte er Lionel Messi im Zaum halten und trug so dazu bei, dass Liverpool dieses Spiel 2:1 gewann. Sein erstes Tor für Liverpool erzielte Arbeloa am 7. April 2007 gegen den FC Reading.
Zur Saison 2007/08 änderte Arbeloa seine Trikotnummer von 2 auf 17. In den Testspielen sowie in den ersten Spielen der Saison zeigte er konstant gute Leistungen und sicherte sich den Startplatz als Rechtsverteidiger.

### Real Madrid
Zur Saison 2009/10 kehrte Arbeloa für eine Ablösesumme von rund vier Millionen Euro zu Real Madrid zurück. Er unterschrieb einen Vertrag bis 2014 und erkämpfte sich umgehend einen Stammplatz als rechter Außenverteidiger, musste diese Position jedoch in der Saison 2010/11 zeitweise mit Sergio Ramos teilen, nachdem die Innenverteidigung mit Ricardo Carvalho verstärkt worden war. Beim Finalsieg gegen den FC Barcelona in der Copa del Rey 2010/11 stand er in der Startelf. Im Laufe der Saison 2011/12 rückte Sergio Ramos infolge einer langen Verletzungspause Carvalhos wieder in die Innenverteidigung. Daraufhin wieder Stammspieler auf seiner Position, bestritt Arbeloa 26 Ligaspiele und gewann mit Real Madrid die spanische Meisterschaft. Anfang August 2012 verlängerte er seinen Vertrag bei den Königlichen vorzeitig bis 2016. Mit der Verpflichtung von Dani Carvajal verlor Arbeloa in der Saison 2013/14 seinen Stammplatz. In der Folge gewann er ein weiteres Mal den Pokal, erstmals die UEFA Champions League und anschließend den UEFA Super Cup sowie die FIFA-Klub-Weltmeisterschaft. Sein nach der Saison 2015/16 auslaufender Vertrag wurde nicht verlängert und Arbeloa vom Verein und seinen Teamkollegen im letzten Heimspiel verabschiedet. Am Ende der Spielzeit gewann er mit Real Madrid noch einmal die Champions League.

### West Ham United
Kurz vor Ende der Transferperiode wechselte Arbeloa zur Saison 2016/17 zu West Ham United. Dort beendete er im Sommer 2017 seine aktive Karriere.

### Nationalmannschaft
Am 26. März 2008 feierte Arbeloa gegen Italien sein Debüt in der spanischen Nationalmannschaft. Im selben Jahr gewann er mit Spanien die Europameisterschaft. Bei diesem Turnier kam er im letzten Vorrundenspiel gegen Griechenland zu einem Einsatz. Arbeloa gehörte auch zum erfolgreichen Kader der spanischen Nationalmannschaft bei der Weltmeisterschaft 2010. Er wurde jedoch nur im Gruppenspiel gegen Honduras eingesetzt. Bei der Europameisterschaft 2012 war Arbeloa Stammspieler und gewann mit Spanien erneut den Titel. Er spielte bei diesem Turnier in der rechten Außenverteidigung neben Sergio Ramos, Gerard Piqué und Jordi Alba. Im Mai 2014 gab er nach 56 Länderspielen seinen Rücktritt aus dem Nationalteam bekannt, nachdem er nicht für die Weltmeisterschaft 2014 nominiert worden war.

## Karriere als Trainer
Im Jahr 2020 kehrte Arbeloa als Jugendtrainer zu Real Madrid zurück und übernahm die U14-Mannschaft. Mit seinem Team konnte er 2020/21 die Meisterschaft gewinnen. Nach einer Spielzeit bei der U16, übernahm er im Jahr 2022 das Traineramt der A-Jugend der Königlichen. Mit der U19 konnte er in seiner ersten Saison alle nationalen Titel gewinnen, die Meisterschaft, die Copa del Rey sowie die Copa de Campeones. Im Mai 2025 verkündete der Klub, dass Arbeloa ab der Saison 2025/26 das Amt des Trainers der Zweitmannschaft Real Madrid Castilla übernehmen soll.

## Titel als Spieler

### Nationalmannschaft
- Weltmeister: 2010
- Europameister: 2008, 2012

### Verein
International
- Champions-League-Sieger: 2014, 2016
- Klub-Weltmeister: 2014
- UEFA-Super-Cup-Sieger: 2014

Spanien
- Meister: 2012
- Pokalsieger: 2011, 2014
- Supercupsieger: 2012

## Titel als Trainer
- Copa de Campeones: 2022/23